# FlashGet
FlashGet (původně známý jako JetCar z čínské fráze 快車) je správce stahování šířený zdarma jako freeware pro Microsoft Windows. Původní verze byla nabízena jako placený software nebo software zdarma s integrovaným reklamním systémem Windows Internet Explorer BHO, který však byl označován jako spyware.

## Vlastnosti
- Integrace do internetových prohlížečů Windows Internet Explorer, Opera, Netscape, Mozilla, Mozilla Firefox, SeaMonkey, Avant Browser, Maxthon
- Stahuje vybrané soubory
- Stáhne soubor z více umístění (h)
- Split files to download into sections, and download each section simultaneously.
- Integrovaný web crawler
- Podpora více jazyků (32 jazyků)
- Podpora HTTP, FTP, Microsoft Media Services, RTSP, BitTorrent a od verze 1.8.4 eDonkey [2]
- Snadná správa stažených souborů
- Automatické volání antiviru pro kontrolu staženého souboru